# 六条万里小路仏所
六条万里小路仏所（ろくじょうまでのこうじぶっしょ）は、平安時代の仏師工房。定朝の子孫院朝を祖とし、七条大宮仏所から分派した仏所。

## 略史
京都六条万里小路にあり、平安時代後期に活躍。院賢ら名工を輩出した。鎌倉時代に七条仏所などにおされ衰退。七条大宮仏所とともに、定朝の直系血族とその弟子たちが中心となった。